# كاني بن (سقز)
قرية كاني بن (بالكردية: کانی بەن) هي إحدى القرى التابعة لـمیره دیه في ريف قسم مركزي من مقاطعة سقز، في محافظة كردستان الإيرانية.

## السكان
حسب إحصاءات سنة 2006، بلغ إجمالي السكان في كاني بن 131 نسمة وعدد المساكن 23 مسكن. لغة سكان كاني بن هي اللغة الكردية و هم من أهل السنة والجماعة والمذهب الشافعي.